# L'Inhumaine
Pour plus de détails, voir Fiche technique et Distribution.
L'Inhumaine est un film français de Marcel L'Herbier sorti le 12 décembre 1924.

## Synopsis
Claire Lescot, une cantatrice adulée repousse les avances des hommes qui l'admirent et lui proposent tous les trésors dont ils disposent. Fou d'amour mais ignoré par la belle qui ne songe qu'à dominer ses prétendants, Einar Norsen, un jeune savant, menace de se suicider. Il simule son décès en laissant sa voiture chuter dans un fleuve. La honte et le scandale submergent alors la chanteuse qui est huée lors de sa représentation. Bouleversée, elle s'attriste et s'intéresse de plus en plus au sort du malheureux qui se révèle en vie, attisant la jalousie de l'inquiétant maharadjah indien Djorah de Nopur qui était jusqu'alors son favori.
Mordue par un serpent venimeux dissimulé dans un bouquet de fleurs, elle est conduite moribonde au laboratoire futuriste du jeune savant. Celui-ci mettra en route une machinerie compliquée pour lui rendre la vie et entendre enfin, de la bouche de l'inhumaine domptée, l'aveu de son attachement.

## Fiche technique
- Réalisation : Marcel L'Herbier
- Scénario : Pierre Mac Orlan, d'après une idée originale de Marcel L'Herbier
- Décors : Alberto Cavalcanti, Fernand Léger, Claude Autant-Lara, Robert Mallet-Stevens, Pierre Chareau
- Costumes : Paul Poiret
- Photographie : Georges Specht
- Musique : Darius Milhaud

La partition musicale originelle de Darius Milhaud est perdue.
- Affiche : Djo-Bourgeois[1]
- Société de production : Cinégraphic
- Format : Teinté[2] - Muet - 1,33:1 - 35 mm
- Genre : Drame
- Durée : 135 minutes
- Date de sortie : 
  -  France - 3 décembre 1924 au Madeleine Cinéma Gaumont

## Distribution
- Georgette Leblanc : Claire Lescot
- Jaque Catelain : Einar Norsen
- Philippe Hériat : le maharadjah Djorah de Nopur
- Léonid Walter de Malte : Vladimir Kranine
- Fred Kellermann[3] : Frank Mahler
- Marcelle Pradot : l'innocente
- Kiki de Montparnasse : la modèle

Apparitions aux Théâtre des Champs-Élysées :
- Alberto Cavalcanti : un spectateur
- René Clair : un spectateur
- Bronia Perlmutter (future épouse de René Clair) : une spectatrice
- Tylia Perlmutter : une spectatrice
- Lili Samuel : une spectatrice
- Lise Delharme :  une spectatrice
- Raymond Guérin-Catelain : un spectateur
- Les Ballets suédois (dont le danseur Jean Börlin)

Attractions (séquence de la villa) : 
- Prince Tokio
- Les Bonambellas

## Autour du film
- Cantatrice et comédienne, Georgette Leblanc, sœur de Maurice Leblanc et compagne du dramaturge Maurice Maeterlinck, connut de beaux succès sur scène au tournant du siècle. Sa carrière déclinant, elle fut à l’origine de L’INHUMAINE et apporta 50% du financement du film en échange du rôle principal et d’un « droit de regard » sur le scénario.
- Le film a été tourné dans des « décors d'un cubisme d'une agressivité supportable »[4], modernes pour l'époque, auxquels ont, entre autres, participé Fernand Léger chargé de « l'intérieur du laboratoire d'Einar Norsen […], bénéfici[ant] de l'imagination géométriquement débridée de [l'artiste] pour une fois exempte de toute lourdeur »[1] et Robert Mallet-Stevens qui marque de sa patte « les volumes extérieurs, l'entrée et la chambre de la villa de Claire Lescot » et « l'extérieur du laboratoire d'Einar Norsen »[1].
- Ce film à l'esthétique presque abstraite est considéré comme un chef-d'œuvre du cinéma muet. Le tournage est effectué au Théâtre des Champs-Élysées[5] d'Auguste Perret de l'avenue Montaigne à Paris (loges et  salle), mais également sur les hauteurs de Rouen et aux studios Levinsky de Joinville-le-Pont.

## Restauration de 2014
En 2014, Lobster Films restaure le film dans ses teintes d'origine grâce à l'utilisation du négatif original. Ce négatif n'avait pas été utilisé lors de la restauration de 1986, ce qui lui a valu de n'être connu qu'en noir et blanc. Pour cette nouvelle restauration, une musique a été composée par Aidje Tafial qui s'est inspiré des indications laissées par Darius Milhaud.